# John Leslie Jambor
John Leslie Jambor (10 juillet 1936 - 18 janvier 2008) est un géologue et minéralogiste canadien.

## Minéralogie
On lui doit la description de nombreuses espèces minérales dont :
- madocite
- guettardite
- twinnite
- sorbyite
- launayite
- playfairite
- calvertite
- gallobeudantite

Une espèce minérale lui est dédiée : la jamborite.

## Sources
- (en) Biographie
- (en) Association minéralogique du Canada
- Histoire de la découverte de la guettardite
- (en) Calvertite, Cu5Ge0.5S4, A New Mineral Species From Tsumeb, Namibia

## Référence
1. ↑  John L Lambor sur findagrave.com